# Rashid Ahmed
Sheikh Rashid Ahmed (en ourdou : شيخ رشيداحمد), né le 6 novembre 1950 à Rawalpindi, est un homme politique pakistanais, ministre de l'Intérieur du 11 décembre 2020 au 10 avril 2022.
Il est très implanté à Rawalpindi, ayant remporté sept fois un poste de député à l'Assemblée nationale depuis 1985. Longtemps allié à Nawaz Sharif, il soutient Pervez Musharraf et rejoint la Ligue musulmane du Pakistan (Q) en 2002. Il quitte cette dernière en perte de vitesse en 2008 pour fonder son propre parti, la « Ligue musulmane Awami du Pakistan », dont il sera le seul membre élu. Il est notamment élu sous cette étiquette lors des élections législatives de 2013, puis réélu lors des élections de 2018 dans la sixième circonscription de Rawalpindi. 
Dès 2013, il s'est rapproché du Mouvement du Pakistan pour la justice qui se retire en sa faveur dans la circonscription où il se présente. Après avoir rejoint la coalition gouvernementale, il est nommé ministre des Chemins de fer dans le gouvernement d'Imran Khan le 20 août 2018 et occupe ce poste jusqu'au 11 décembre 2020 quand il est élevé au poste de ministre de l'Intérieur.

## Jeunesse et éducation
Rashid Ahmed est né le 6 novembre 1950 à Rawalpindi d'une famille originaire de Srinagar. Après avec terminé ses études secondaires dans sa ville natale, il entame des études de droit et obtient un diplôme du Government Gordon College de la ville puis un Bachelor of Laws de l'Université du Pendjab à Lahore en 1973. En 1982, il obtient un Master of Arts en science politique en 1982 et est titulaire d'une thèse.
Durant ses années étudiantes, il s'engage dans le mouvement d'opposition au régime de Muhammad Ayub Khan, particulièrement fort de 1967 à 1969. En 1968, il est notamment banni de toute institution d'enseignement supérieure.

## Carrière politique

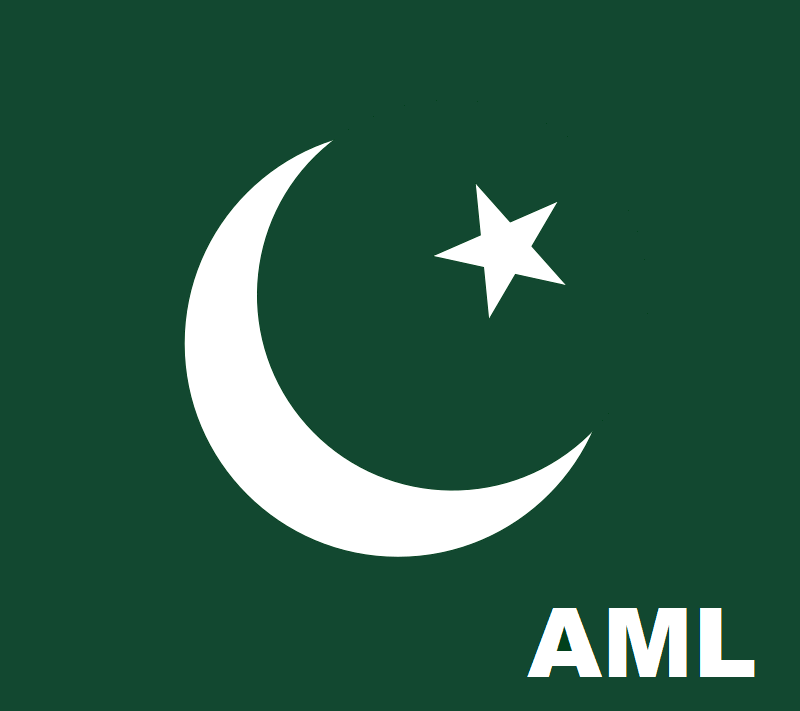
Logo de l'AML

Rashid Ahmed entame sa carrière politique sous le régime militaire de Muhammad Zia-ul-Haq, d'abord au sein de la municipalité de Rawalpindi puis quand il est élu député lors des élections législatives de 1985. Après la mort de Zia, il rejoint la conservatrice Alliance démocratique islamique et est réélu député de Rawalpindi lors des élections législatives de 1988 et celles de 1990. Il rejoint ensuite la Ligue musulmane du Pakistan (N) en soutien de Nawaz Sharif et est réélu en 1993 puis 1997 tandis qu'il occupe de nombreux postes ministériels. 
Après le coup d'État du 12 octobre 1999 qui renverse Nawaz Sharif, il soutient le général putschiste Pervez Musharraf. Il est de nouveau élu député lors des élections législatives de 2002 dans deux circonscriptions de Rawalpindi sous une étiquette indépendante, avec 42 % et 37,7 % des voix, puis rejoint la Ligue musulmane du Pakistan (Q). D'avril 2006 à novembre 2007, il est ministre des Chemins de fer du Premier ministre Shaukat Aziz. Il est également un proche conseiller du président Musharraf, notamment dans le cadre des opérations militaires.
Lors des élections législatives de 2008, il subit la seule défaite de sa carrière politique et perd son siège de député. En juin 2008, il quitte la Ligue (Q) en perte de vitesse pour fonder son propre parti, la « Ligue musulmane Awami du Pakistan » (en anglais Awami Muslim League Pakistan), dont il sera le seul membre élu. 
En février 2010, il échappe à une tentative d'assassinat. Il se rapproche alors d'Imran Khan et de son mouvement du Pakistan pour la justice (PTI), qui ne présente pas de candidat contre lui pour les élections à venir. Il est ainsi élu député sous l'étiquette de son parti lors des élections de 2013 avec 49,9 % des voix. En 2017, le PTI le nomme notamment candidat au poste de Premier ministre pour remplacer Nawaz Sharif, espérant rallier l'opposition derrière lui,.
Réélu en 2018 avec 51,5 % des voix, il rejoint le gouvernement de coalition du Premier ministre Imran Khan et est nommé le 20 août 2018 ministre des Chemins de fer. Malgré un bilan contesté, il est élevé au rang de ministre de l'Intérieur le 11 décembre 2020 en remplacement d'Ijaz Shah. Le 10 avril 2022, il perd son poste quand Imran Khan est démis de ses fonctions par l'Assemblée nationale.
Après la chute d'Imran Khan, il est emprisonné à la prison d'Adiala.

## Controverses

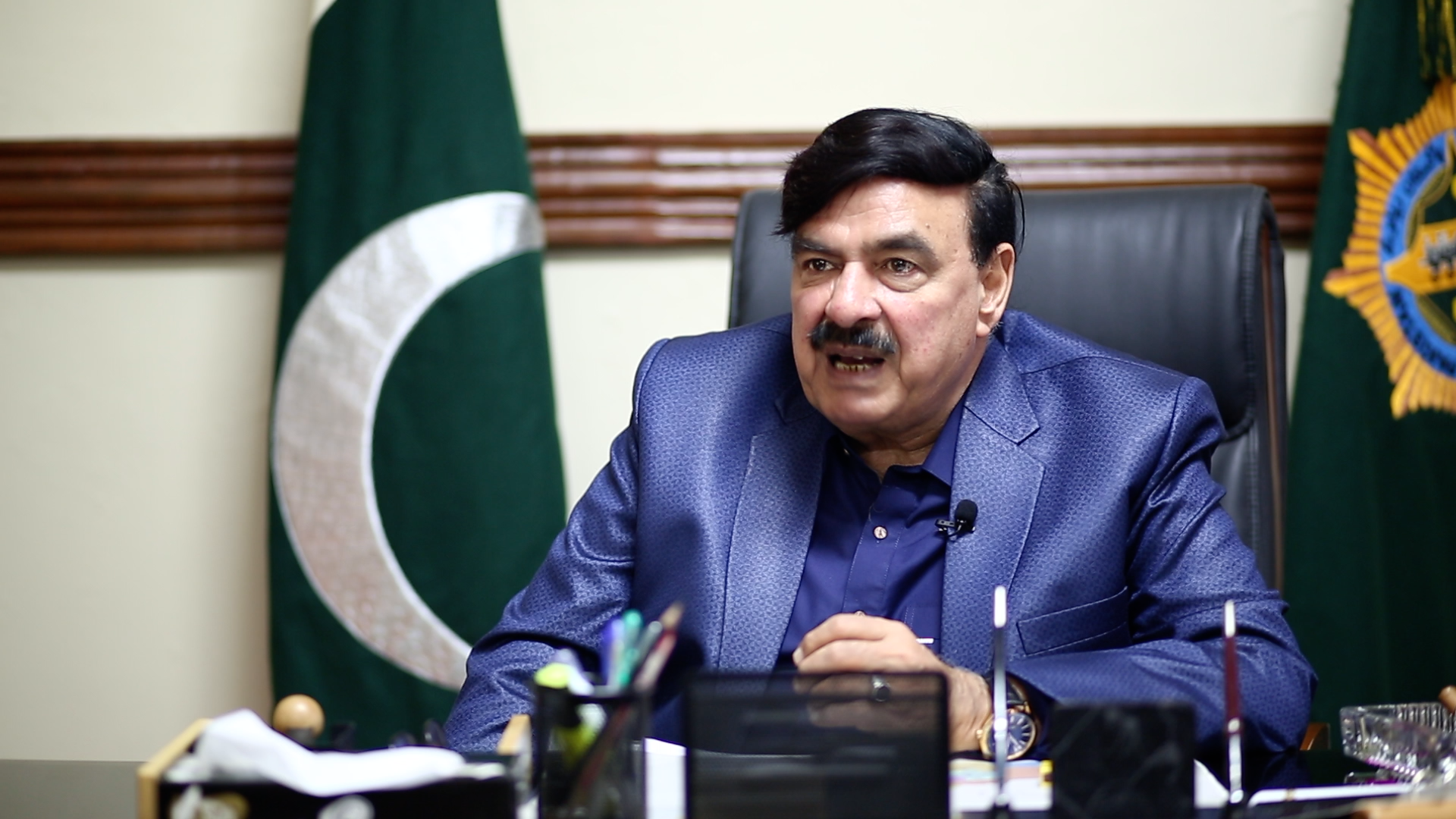
Rashid Ahmed en 2018.

Rashid Ahmed a été impliqué dans diverses polémiques, notamment concernant son soutien allégué à des groupes islamistes armées liés à l'insurrection au Jammu-et-Cachemire. En 2005, la télévision indienne India Today l'accuse de soutenir un camp d'entrainement djihadiste de 3 500 combattants à proximité de Fateh Jang en citant le leader cachemiri Yasin Malik. Ce dernier s'est toutefois ensuite rétracté et Rashid Ahmed a vivement dénié ces allégations. 
Le 27 juin 2012, il est brièvement arrêté et interrogé à l'aéroport de Houston par les autorités américaines pour ses liens allégués avec Hafiz Saeed et Lashkar-e-Toiba, groupe considéré comme terroriste aux États-Unis.